# Banghra
Para la música y danza rítmica de la región de Panyab, Bhangra
Banghra fue un grupo de pop español formado en 2007. Los miembros del grupo Bangrha fueron Javi Mota, Lidia Guevara y Victoria Gómez. Todos ellos cuentan con formación como instructores en fitness y baile, gimnastas, bailarines, coreógrafos y cantantes. Banghra trató de volver a introducir la danza del vientre y la danza oriental e india en Español y en Inglés. En 2008 el grupo se convirtió en un dúo tras el retiro de Victoria.
El productor de ‘Monjes budistas’ (Sergio Medrano) propuso formar un grupo de música pop con sonidos orientales, que se denominó Banghra, que combinaría la música con el baile. Su primer sencillo, "My Own Way", sonó en las emisoras de radio de España. Durante este tiempo el grupo sacó al mercado dos discos: “La danza del vientre” (junio de 2007) y “… a bailar!” (julio de 2008), con la compañía discográfica Vale Music. 
Las coreografías de Banghra estaban dirigidas principalmente al público femenino, por su clara identificación con melodías y pasos orientales muy sensuales, donde el mayor protagonismo de movimiento es el de la cadera con los pasos básicos de Banghra, Banghrasake, Banghramoves, Banghrahips y Banghraeight. Con el primero de ellos, "My Own Way", el grupo vendió más de 100.000 copias, consiguiendo el disco de platino, siendo nominados a los Premios Amigo como grupo revelación junto a la Quinta Estación (27 de noviembre de 2007) y realizando una gira patrocinada por 40 principales por toda la geografía española durante ese verano.
El grupo se disolvió en 2008. Javi Mota y Lidia Guevara han continuado sus carreras en solitario.

## Discografía

### Álbumes de estudio
| Año  | álbum | Chart pos. | certificación            |
| Año  | álbum | ESP        | certificación            |
| ---- | --- | ---------- | ------------------------ |
| 2007 | "La Danza del Vientre" - Primer álbum de estudio - Año: 2007 - Canciones: - 1. My Own Way - 2. Living Without - 3. The Night Sound - 4. Promised Land - 5. Love Forever - 6. Night Shadows - 7. Shake To The Beat - 8. Perfect Nations - 9. Send Me A Sign - 10. Never Gonna Go Away - 11. Magic Place - 12. Urgente Chill - 13. Ethnic Voices - 14. Kundalini Energy - 15. Intro Banghra          | 3          | Platinum (100 000 copias |
| 2008 | "...a bailar!" - Segundo álbum de estudio - Año: 2008 - Canciones: - 1. Una Especie En Extinción - 2. Unidos - 3. Babylon - 4. Bore-Nâ - 5. City Light - 6. Give it away - 7. Mi camino negro - 8. No Time - 9. Sin ti - 10. Quedate aquí - 11. 13th Street - 12. Una Especie En Extinción (Radio Edit) - 13. Unidos (Radio Edit) - 14. City Light (Radio Edit) - 15. Mi Camino Negro (Radio Edit) | 54         |                          |

### Singles
| Año  | Sencillo                   | Posición en los charts | álbum                |
| Año  | Sencillo                   | ESP                    | álbum                |
| ---- | -------------------------- | ---------------------- | -------------------- |
| 2007 | "My Own Way"               | 14                     | La Danza del Vientre |
| 2008 | "Promised Land"            | -                      | La Danza del Vientre |
| 2008 | "Una especie en extinción" | 27                     | ...a bailar!         |
| 2008 | "Unidos"                   | -                      | ...a bailar!         |